# Campionato francese di rugby a 15 2005-2006
Il campionato francese di rugby Top 14 2005-2006 fu il 107º campionato nazionale francese di rugby a 15 di prima divisione.
Disputato per la prima volta a 14 squadre fu vinto dal Biarritz che sconfisse nella finale allo Stade de France il Tolosa 40-13, cinque mete contro una.
A retrocedere furono Pau e Tolone.
In tale edizione di torneo l'incontro della 18ª giornata Stade français - Biarritz fece registrare il record di spettatori per una gara di campionato, con 79.604 spettatori presenti allo Stade de France.

## Squadre partecipanti
- Agen
- Bayonne
- Biarritz
- Bourgoin-Jallieu
- Brive
- Castres
- Clermont

- Montpellier
- Narbonne
- Pau
- Perpignano
- Stade français
- Tolone
- Tolosa

## Stagione regolare

### Classifica
|  |     | Squadra          | G  | V  | N | P  | PF  | PS  | B  | Pt |
|  | --- | ---------------- | -- | -- | - | -- | --- | --- | -- | -- |
|  | 1.  | Biarritz         | 26 | 19 | 0 | 7  | 694 | 350 | 14 | 90 |
|  | 2.  | Stade français   | 26 | 19 | 0 | 7  | 633 | 437 | 13 | 89 |
|  | 3.  | Tolosa           | 26 | 19 | 0 | 7  | 713 | 427 | 12 | 88 |
|  | 4.  | Perpignano       | 26 | 18 | 0 | 8  | 671 | 398 | 12 | 84 |
|  | 5.  | Agen             | 26 | 15 | 0 | 11 | 655 | 540 | 10 | 70 |
|  | 6.  | Bourgoin-Jallieu | 26 | 14 | 0 | 12 | 591 | 516 | 11 | 67 |
|  | 7.  | Castres          | 26 | 13 | 0 | 13 | 685 | 559 | 14 | 66 |
|  | 8.  | Clermont         | 26 | 14 | 0 | 12 | 577 | 569 | 7  | 63 |
|  | 9.  | Brive            | 26 | 10 | 1 | 15 | 431 | 553 | 9  | 51 |
|  | 10. | Narbonne         | 26 | 11 | 0 | 15 | 533 | 775 | 3  | 47 |
|  | 11. | Montpellier      | 26 | 9  | 0 | 17 | 574 | 659 | 10 | 46 |
|  | 12. | Bayonne          | 26 | 8  | 1 | 17 | 514 | 669 | 9  | 43 |
|  | 13. | Pau              | 26 | 9  | 0 | 17 | 476 | 790 | 4  | 40 |
|  | 14. | Tolone           | 26 | 3  | 0 | 23 | 332 | 837 | 7  | 19 |

## Semifinali
| Montpellier 2 giugno 2006                                                                                        | Biarritz | 12 – 9                              | Perpignano | Stade de la Mosson |
| \| \| \| \| \| 6', 31' e 55' Dupuy, \| c.p. \| 2' e 50' Edmonds, 74' N. Laharrague \| \| 70' Dupuy \| drop \| \| |          |                                     |            |                    |
| |          |                                     |            |                    |
| 6', 31' e 55' Dupuy,                                                                                             | c.p.     | 2' e 50' Edmonds, 74' N. Laharrague |            |                    |
| 70' Dupuy | drop     |                                     |            |                    |

| Lione 3 giugno 2006 | Stade français | 9 – 12                   | Tolosa | Stadio di Gerland |
| \| \| \| \| \| 44' e 55' Skrela, 71' Fillol \| c.p. \| 33' e 52' Michalak, \| \| \| drop \| 17' Michalak, 78' Dubois \| |                |                          |        |                   |
| |                |                          |        |                   |
| 44' e 55' Skrela, 71' Fillol                                                                                            | c.p.           | 33' e 52' Michalak,      |        |                   |
| | drop           | 17' Michalak, 78' Dubois |        |                   |

## Finale
| Arbitro: | Didier Mené (Prades) |

| |            | |
| 45’ Gobelet, 48’ Bobo, 61’ Traille, 70’ August, 73’ Harinordoquy | mt         | 64’ Lamboley |
| 45’, 48’ e 61’ D. Yachvili | tr         | 64’ Élissalde |
| 1’, 24’ e 31’ D. Yachvili | c.p.       | 30’ Élissalde |
| | drop       | 6’ Michalak |
| Brusque (56' Dambielle) Gobelet Bidabé Traille (77' Martín Aramburú Bobo Peyrelongue D. Yachvili (72' Dupuy) Harinordoquy Dusautoir Betsen (65' T. Lièvremont) Olibeau (45' Couzinet) Thion Lecouls (41' Johnston) August (c) (74' Noirot) Balan | Formazioni | Poitrenaud Clerc (55' Garbajosa) Fritz Jauzion Heymans Michalak (58' Dubois) Élissalde Bouilhou F. Maka (69' I. Maka) Nyanga (55' Lamboley) Brennan Pelous (48' Millo-Chluski) Hasan Bru (c) Poux (48' Human) |

## Verdetti
- Biarritz: campione di Francia
- Biarritz, Stade français, Tolosa, Perpignano, Agen, Bourgoin-Jallieu e Castres: qualificate alla Heineken Cup 2006-07
- Clermont, Brive, Narbona, Montpellier e Bayonne: qualificate alla European Challenge Cup 2006-07
- Pau e Tolone : retrocesse in Pro D2.